# مبنى المسافرين 3 (مطار دبي)
مبنى المسافرين 3، هو مبنى ركاب في مطار دبي الدولي، يقع في دبي، الإمارات العربية المتحدة. كان أكبر مبنى في العالم من حيث المساحة الأرضية عند اكتماله وافتتاحه في 14 أكتوبر 2008 وهو حاليًا أكبر محطة مطار في العالم، بمساحة تزيد عن 1,713,000 متر مربع (18,440,000 قدم مربع).
بني المبنى رقم 3 تحت الأرض جزئياً بتكلفة 4.5 مليار دولار أمريكي حصرياً لشركة طيران الإمارات، وتبلغ طاقته الاستيعابية 43 مليون مسافر. في 6 سبتمبر 2012 أُعلن أن المبنى رقم 3 لن يكون حصريًا لطيران الإمارات بعد الآن، حيث أبرمت طيران الإمارات وكانتاس اتفاقية الرمز المشترك واسعة النطاق. ونتيجة لذلك، أصبحت كانتاس ثاني شركة طيران إلى جانب طيران الإمارات تشغل رحلات داخل وخارج المبنى رقم 3، وقد سمحت هذه الصفقة أيضًا لشركة كانتاس باستخدام الممر المخصص لطائرة إيرباص إيه 380. في عام 2018، أوقفت كانتاس رحلاتها إلى دبي، وأطلقت رحلات QF9/10 بدون توقف من بيرث إلى لندن وأعيد توجيه خدمات إيرباص إيه 380 إلى لندن-هيثرو عبر سنغافورة بدلاً من ذلك.
يضم المبنى 5 بوابات لطائرات إيرباص إيه 380 في الردهة B، و18 بوابة في الردهة A. في ديسمبر 2018، بدأت فلاي دبي رحلاتها من المبنى رقم 3 إلى وجهات مختارة لتسهيل التنقل من/إلى طيران الإمارات.
اعتبارًا من 6 مارس 2023، وبالتزامن مع إطلاق الخدمات الافتتاحية بدون توقف من مطار نيوارك بالإضافة إلى الشراكة مع طيران الإمارات، بدأت يونايتد إيرلاينز العمل من المبنى رقم 3، لتصبح ثالث شركة طيران تقوم بذلك. في 26 يوليو 2023، حولت شركة طيران كندا خدمتها من تورونتو-بيرسون من المبنى رقم 1 إلى المبنى رقم 3 كجزء من شراكتها الواسعة مع طيران الإمارات، لتصبح رابع شركة طيران تعمل خارج المبنى.

## المباني
يتكون المبنى رقم 3 في مطار دبي الدولي من ردهتين: الردهة A والدرهة B.

### الردهة A
شيدت الردهة A بتكلفة 3.2 مليار دولار أمريكي وبدأت أولى العمليات فيها في 2 يناير 2013. تمتد الردهة على مساحة بناء إجمالية قدرها 528000 متر مربع (5680000 قدم مربع)، ويبلغ طولها 924 مترًا (3031 قدمًا) وعرضها 91 مترًا (299 قدمًا)، وترتفع إلى 40 مترًا (130 قدمًا) عند المنتصف من مستوى ساحة المطار. تم تشغيلها بكامل طاقتهاخلال الشهر الأول من افتتاحها، حيث تعاملت خلاله مع 461,972 قطعة من الأمتعة المنقولة على أكثر من 2,450 رحلة جوية تخدم 589,234 مسافرًا. تعد الردهة A أول مبنى مخصص لطائرة A380 في العالم، كما تتميز أيضًا بأول صعود متعدد المستويات في العالم لركاب الدرجة الأولى ودرجة رجال الأعمال مباشرة من الصالات الخاصة بهم.

### الردهة B
تتصل الردهة B مباشرة بالمبنى رقم 3، وهي مخصص حصريا لطيران الإمارات. تبلغ المساحة المبنية الإجمالية للردهة نفسها 675000 متر مربع (7270000 قدم مربع)، ويبلغ طولها 945 مترًا (3100 قدمًا) وعرضها 90.8 مترًا (298 قدمًا) (عند نقطة المنتصف) وارتفاعها 49.5 مترًا (162 قدمًا). تتكون الردهة من 10 طوابق (4 طوابق تحت الأرض، طابق أرضي، و5 طوابق فوق الأرض). تضم الردهة حاليًا هيكلًا متعدد المستويات للمغادرين والقادمين و32 بوابة تحمل العلامات B1-B32. تحتوي الردهة على 26 بوابة جسر جوي و5 صالات صعود تتسع لـ 14 منصة بعيدة مخصصة لطائرات إيرباص A340 وبوينج 777 فقط. بالنسبة لركاب الترانزيت، تحتوي الردهة على 3 مناطق نقل و62 كاونتر.

## رحلات الركاب
| شركـات طيـران  | الوجهات | المبنى |
| -------------- | --- | ------ |
| طيران الإمارات | مطار أبيدجان بورت بويه، مطار نامدي أزيكيوي الدولي، مطار كوتوكا الدولي، مطار أديس أبابا بول الدولي، Adelaide، مطار سردار فالابهبهاي باتل الدولي، مطار هواري بومدين الدولي، مطار الملكة علياء الدولي، مطار سخيبول أمستردام، مطار أثينا الدولي، مطار أوكلاند الدولي، مطار بغداد الدولي، مطار البحرين الدولي، مطار كيمبيغودا الدولي، مطار سوفارنابومي الدولي، مطار برشلونة الدولي، مطار البصرة الدولي، مطار بكين العاصمة الدولي، مطار بيروت رفيق الحريري الدولي، مطار برمينغهام، مطار لوجان الدولي، مطار بريزبان، مطار بروكسل الدولي، مطار بودابست فرانز ليست الدولي، مطار الوزير بيستارينيي الدولي، ميناء القاهرة الجوي، مطار كيب تاون، مطار محمد الخامس الدولي، مطار تشيناي الدولي، مطار أوهير الدولي، مطار كرايستشيرش الدولي، مطار كلارك الدولي، مطار باندارنيك الدولي، مطار كوناكري الدولي، مطار كوبنهاغن، مطار ليوبولد سيدار سنغور الدولي، مطار دالاس فورت ورث الدولي، مطار دمشق الدولي (temporarily suspended)، مطار الملك فهد الدولي، مطار جوليوس نيريري، مطار انديرا غاندي الدولي، مطار شاه جلال الدولي، مطار الدوحة الدولي، مطار دبلن الدولي، مطار الملك شاكا الدولي، مطار دوسلدورف الدولي، مطار إنتيبي الدولي، مطار أربيل الدولي، مطار فرانكفورت، مطار جنيف الدولي، مطار غلاسكو الدولي، مطار قوانغتشو باييون الدولي، مطار هامبورغ، مطار روبرت غابريل موجابي الدولي، مطار تان سون نهات الدولي، مطار هونغ كونغ الدولي، مطار جورج بوش الدولي، مطار راجيف غاندي الدولي، مطار بينظير بوتو الدولي، مطار أتاتورك الدولي، مطار سوكارنو هاتا الدولي، مطار الملك عبد العزيز الدولي، مطار جوهانسبورغ الدولي، مطار كابل الدولي، مطار جناح الدولي، مطار الخرطوم الدولي، مطار بوريسبيل الدولي، مطار كوتشين، مطار نيتاجي سوبهاس شاندرا بوس الدولي، مطار كاليكوت، مطار كوالالمبور الدولي، مطار الكويت الدولي، مطار مورتالا محمد الدولي، مطار علامه إقبال الدولي، مطار لارنكا الدولي، مطار لشبونة، مطار غاتويك، مطار لندن هيثرو، مطار لوس أنجلوس الدولي، مطار كواترو دي فيفيريرو، مطار كينيث كاوندا الدولي، مطار ليون سانت إكسوبيري، مطار مدريد باراخاس الدولي، مطار سيشل الدولي، مطار فيلانا الدولي، مطار مالطا الدولي، مطار مانشستر، مطار نينوي أكوينو الدولي، مطار سير سيووساغور رامغولام الدولي، مطار الأمير محمد بن عبد العزيز الدولي، مطار ملبورن الدولي، مطار مالبينسا، مطار دوموديدوفو الدولي، مطار تشاتراباتي شيفاجي الدولي، مطار ميونخ الدولي، مطار مسقط الدولي، مطار جومو كينياتا، مطار نيوكاسل، مطار جون إف كينيدي الدولي، مطار نيس كوت دازور، مطار كانساي الدولي، مطار أوسلو-غاردرموين، مطار باريس شارل ديغول، مطار بيرث، مطار باجا خان الدولي، Phuket، مطار فاكلاف هافيل الدولي، مطار ريو دي جانيرو الدولي، مطار الملك خالد الدولي، مطار ليوناردو دا فينشي، مطار سان فرانسيسكو الدولي، مطار صنعاء الدولي، مطار غواروليوس الدولي، مطار سياتل تاكوما الدولي، مطار إنتشون الدولي، مطار شانغهاي بودنغ الدولي، مطار سيالكوت الدولي، مطار شانغي سنغافورة، مطار بولكوفو، مطار ستوكهولم أرلاندا، مطار سيدني، مطار تايوان تاويوان الدولي، مطار الإمام الخميني الدولي، مطار طرابلس العالمي، مطار تريفاندروم الدولي، مطار طوكيو هانيدا الدولي، مطار ناريتا الدولي، مطار تورونتو بيرسون الدولي، مطار تونس قرطاج الدولي، مطار البندقية ماركو بولو، مطار فيينا الدولي، مطار وارسو فريدريك شوبان، مطار واشنطن دولس الدولي، مطار زيورخ الدولي | 3      |
| كانتاس         | مطار لندن هيثرو، مطار ملبورن الدولي، مطار سيدني | 3      |

## النقل البري
يمكن الوصول إلى المبنى رقم 3 عبر مترو دبي، حيث يمر خطان عبر المبنى أو بالقرب منه. يضم الخط الأحمر محطة في كل مبنى من المبنى رقم 3. وتبدأ ساعات العمل من الساعة 6 صباحًا حتى 11 مساءً يوميًا، باستثناء أيام الجمعة حيث تعمل من الساعة 1 ظهرًا حتى منتصف الليل. قد تختلف هذه الأوقات خلال شهر رمضان . تقع المحطة أمام المبنى رقم 3، ويمكن الوصول إليها مباشرة من بوابة القادمين.

## معرض الصور

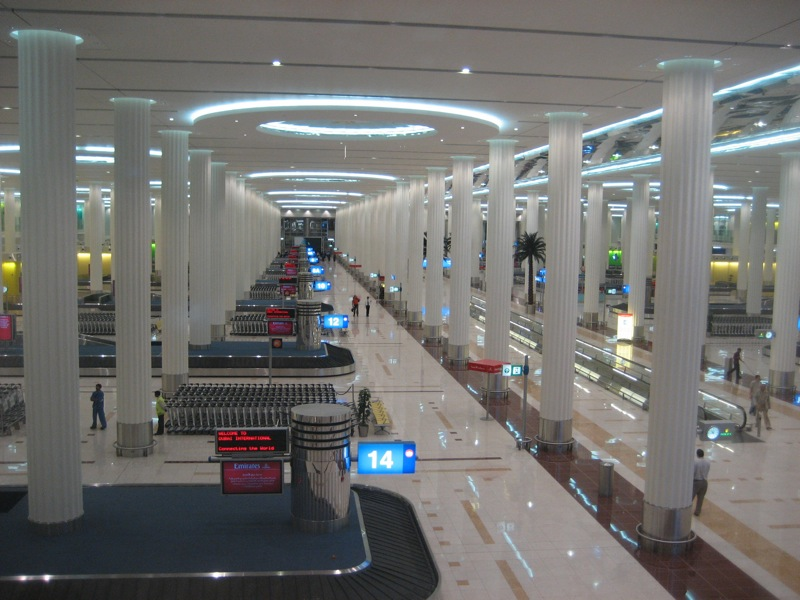
منطقة استلام الأمتعة في قاعة القادمين من المبنى رقم 3.

## روابط خارجية
- Official Site